# Scott Hahn
Scott Walker Hahn (Bethel Park, 28 ottobre 1957) è un teologo, apologeta cattolico e scrittore statunitense.
Tra i maggiori apologeti cattolici al mondo, Hahn è docente di teologia presso la Franciscan University di Steubenville. Egli è anche autore di numerosi bestseller, tra i quali "Rome Sweet Home" (Roma dolce casa - Il nostro viaggio verso il cattolicesimo) e "The Lamb's Supper: The Mass as Heaven on Earth" (La cena dell'agnello - La messa come paradiso sulla terra).
Inizialmente un convinto pastore cristiano presbiteriano, nel 1986 si convertì, dopo un lungo periodo di studio e ricerca, al cattolicesimo. Sposato con Kimberly Hahn, la coppia ha fondato il centro di studi cattolico "St. Paul Center for Biblical Theology".

## Biografia

### Studi
Nato a Bethel Park, in Pennsylvania, Scott Hahn Hahn ha ottenuto la laurea triennale con valutazione magna cum laude nel 1979 dal Grove City College con una tripla specializzazione in teologia, filosofia ed economia. Ha anche conseguito il suo Master of Divinity con valutazione summa cum laude presso il Gordon–Conwell Theological Seminary nel 1982. Nel maggio del 1995, ha invece conseguito un dottorato di ricerca in teologia sistematica presso la Marquette University.

### Conversione al cattolicesimo
Dopo aver frequentato il Gordon-Conwell Theological Seminary, Hahn iniziò il suo ministero come pastore presbiteriano presso la Trinity Presbyterian Church di Fairfax, in Virginia. 
Da giovane, Hahn era un oppositore della dottrina della Chiesa cattolica. La sua conversione iniziò quando lui e sua moglie si convinsero che la contraccezione fosse intrinsecamente contraria alla legge di Dio e rimase colpito di come la Chiesa Cattolica fosse l'unico ramo del cristianesimo che sostenesse la sua tesi in maniera chiara ed ufficiale. Hahn continuò a studiare varie questioni relative alla salvezza, alla fede nonché alla dottrina protestante della sola Scriptura.
Hahn si convertì al cattolicesimo durante la Pasqua del 1986 a Milwaukee, nel Wisconsin. La moglie di Hahn, Kimberly, ebbe una conversione simile poco dopo, entrando nella Chiesa cattolica nella Pasqua del 1990 a Joliet, Illinois. Nel libro "Ordinary Work, Extraordinary Grace", Hahn descrive l'influenza dell'Opus Dei nella sua conversione.

### Apologetica ed insegnamento
Hahn è presidente, nonché fondatore, del St. Paul Center for Biblical Theology, un istituto di ricerca e istruzione cattolico senza scopo di lucro.
Tra i suoi numerosi progetti figurano corsi di studi biblici, libri ed articoli di apologetica e teologia e la pubblicazione di una rivista accademica, il "Letter and Spirit". È anche fondatore e direttore dell'Institute of Applied Biblical Studies. Hahn ha tenuto numerosi discorsi negli Stati Uniti e in altri paesi su argomenti teologici e biblici relativi alla fede cattolica; inoltre appare regolarmente sulla rete cattolica Eternal Word Television Network (EWTN).
Dal 1990, Hahn insegna presso la Franciscan University di Steubenville, dove è titolare della cattedra di Teologia Biblica e di Evangelizzazione.

## Vita privata
Sposato dal 1979 con Kimberly, la coppia ha 6 figli.

## Pubblicazioni

### Traduzioni in italiano
- Scott Hahn e Kimberly Hahn, Roma dolce casa - Il nostro viaggio verso il cattolicesimo, Milano, Edizioni Ares, 2001, ISBN 9788881552184.
- Scott Hahn, La cena dell’Agnello - La Messa come Paradiso sulla Terra, Siena, Edizioni Cantagalli, 2011, ISBN 9788882726331.
- Scott Hahn, Un Padre che mantiene le promesse - L'amore di Dio e la sua alleanza nella Sacra Scrittura, Milano, Edizioni Ares, 2021, ISBN 9788892980709.
- Scott Hahn, Il quarto Calice - Il mistero dell'Ultima Cena e della Croce, Milano, Edizioni Ares, 2022, ISBN 9788892981379.
- Scott Hahn, Salve, Regina - La Madre di Dio nella Parola di Dio, Pessano con Bornago (MI), Mimep-Docete, 2022, ISBN 978-88-8424-710-0.
- Scott Hahn, Io credo risorgerò - I fondamenti cristiani della morte e risurrezione dei corpi, Milano, Edizioni Ares, 2023, ISBN 9788892983991.
- Scott Hahn, La confessione - un sacramento da riscoprire, Pessano con Bornago (MI), Mimep-Docete, 2024, ISBN 978-8884248046.
- Scott Hahn, Sorpresi da Dio day by day - Il mio viaggio spirituale nell’Opus Dei, Milano, Edizioni Ares, 2024, ISBN 9788892984639.
- Scott Hahn, Giuro su Dio - I sacramenti la loro promessa il loro potere, Milano, Il Timone, 2025, ISBN 978-8897921738.

### Opere in inglese
- Rome Sweet Home: Our Journey to Catholicism (scritto con Kimberly Hahn), Ignatius Press, 1993. ISBN 0-89870-478-2
- Catholic for a Reason, Emmaus Road Publishing, 1998. ISBN 0-9663223-0-4
- A Father Who Keeps His Promises, Servant Publications, 1998. ISBN 0-89283-829-9
- The Lamb's Supper: The Mass as Heaven on Earth, Doubleday, 1999. ISBN 0-385-49659-1
- Hail, Holy Queen: The Mother of God in the Word of God, Doubleday, 2001. ISBN 0-385-50168-4
- First Comes Love: Finding Your Family in the Church and the Trinity, Doubleday, 2002. ISBN 0-385-49662-1
- Lord Have Mercy: The Healing Power of Confession, Doubleday, 2003. ISBN 0-385-50170-6
- Swear to God: The Promise and Power of the Sacraments, Doubleday, 2004. ISBN 0-385-50931-6
- Letter and Spirit: From Written Text to Living Word in the Liturgy, Doubleday, 2005. ISBN 0-385-50933-2
- Ordinary Work, Extraordinary Grace, Doubleday, 2006. ISBN 978-0-385-51924-3
- Reasons to Believe: How to Understand, Explain, and Defend the Catholic Faith, Doubleday, 2007. ISBN 978-0-385-50935-0
- Answering the New Atheism: Dismantling Dawkins' Case Against God, (con Benjamin Wiker), Emmaus Road Publishing, 2008. ISBN 978-1-931018-48-7
- Kinship by Covenant: A Canonical Approach to the Fulfillment of God's Saving Promises, Yale University Press, 2009. ISBN 978-0-300-14097-2
- Signs of Life: 40 Catholic Customs and Their Biblical Roots, Image, 2009. ISBN 978-0-385519496
- Catholic Bible Dictionary, Image, 2009. ISBN 978-0385512299
- Covenant and Communion: The Biblical Theology of Pope Benedict XVI, Baker Brazos Press, 2009. ISBN 978-1-58743-269-9
- Hope for Hard Times, Our Sunday Visitor, 2009. ISBN 978-1592767106
- Many Are Called: Rediscovering the Glory of the Priesthood, Image, 2010. ISBN 978-0-307590770
- Politicizing the Bible: The Roots of Historical Criticism and the Secularization of Scripture 1300-1700 (co-written with Benjamin Wiker), The Crossroad Publishing Company, 2013. ISBN 978-0824599034.
- Consuming the Word: The New Testament and The Eucharist in the Early Church, Image, 2013. ISBN 978-0307590817
- Evangelizing Catholics: A Mission Manual for the New Evangelization, Our Sunday Visitor, 2014. ISBN 978-1612787732
- Angels and Saints: A Biblical Friendship with God's Holy Ones, Image, 2014. ISBN 978-0307590794
- Joy to the World: How Christ's Coming Changed Everything and Still Does, Image, 2014. ISBN 978-0804141123
- God's Covenant with You: The Bible Tells a Story, 2015. ISBN 978-0955538049
- The Creed: Professing the Faith Through the Ages, Emmaus Road Publishing, 2016. ISBN 978-1941447772
- Romans (Catholic Commentary on Sacred Scripture), Baker Academic, 2017. ISBN 978-1-4934-1136-8
- The First Society: The Sacrament of Matrimony and the Restoration of the Social Order, Emmaus Road Publishing, 2018. ISBN 978-1947792548
- The Fourth Cup: Unveiling the Mystery of the Last Supper and the Cross, Image, 2018. ISBN 978-1524758790
- Hope to Die: The Christian Meaning of Death and the Resurrection of the Body, (with Emily Stimpson Chapman), Emmaus Road Publishing, 2020. ISBN 978-1645850304
- It is Right and Just: Why the Future of Civilization Depends on True Religion, (with Brandon McGinley, Emmaus Road Publishing, 2020. ISBN 978-1645850724
- Holy Is His Name: The Transforming Power of God’s Holiness in Scripture, Emmaus Road Publishing, 2022. ISBN 978-1645852551